# Roger Roth
Roger Roth, né le 31 octobre 1912 à Sedrata et mort le 18 octobre 2011 à Longjumeau, est un homme politique français.

## Biographie

### Activité professionnelle
Après des études au lycée de Philippeville en Algérie, puis à la Faculté de droit de Paris, où il obtient son doctorat, Roger Roth est avocat au barreau de Philippeville de 1937 à 1949, puis avoué près le tribunal de grande instance de la même ville de 1949 à 62 et à Alger de 1962 à 1964.

### Activité politique
Il est maire de Philippeville de 1957 à 1962 et député de la 14e circonscription de l'Algérie à l'Assemblée nationale, du 13 juillet 1959 au 3 juillet 1962. Il siège au groupe de l'Union pour la nouvelle République (UNR).
En avril 1962, après les accords d'Évian, il devient vice-président de l’exécutif provisoire algérien qui gère la transition du pays vers l'indépendance.
En septembre 1962, il est élu député de l'Assemblée nationale constituante algérienne et participe à la réforme des pouvoirs publics en Algérie.
De retour en France, il est, de 1964 à 1969, membre du Conseil économique et social au titre des personnalités qualifiées par leur connaissance des problèmes économiques d’outre-mer. Devenu notaire à Sainte-Geneviève-des-Bois en 1965, il est président de la chambre des notaires de l’Essonne pour la période 1986-1987.

## Distinctions
Il est officier de la Légion d'honneur.